# 阿尔贝特·彼得松
阿尔贝特·彼得松（瑞典語：Albert Pettersson，1885年5月5日—1960年3月8日），瑞典男子举重运动员。他曾代表瑞典参加1920年夏季奥林匹克运动会举重比赛，获得男子75公斤级铜牌。